# Callopistria xanthopera
Callopistria xanthopera là một loài bướm đêm trong họ Noctuidae.